# El Mulato, Amatitlán
El Mulato är en ort i Mexiko.   Den ligger i kommunen Amatitlán och delstaten Veracruz, i den sydöstra delen av landet, 400 km öster om huvudstaden Mexico City. El Mulato ligger 10 meter över havet och antalet invånare är 304.
Terrängen runt El Mulato är mycket platt. Runt El Mulato är det ganska glesbefolkat, med 34 invånare per kvadratkilometer. Närmaste större samhälle är Carlos A. Carrillo, 10,7 km väster om El Mulato. Trakten runt El Mulato består till största delen av jordbruksmark.